# Saint-Maugan
 Saint-Maugan  es una población y comuna francesa, situada en la región de Bretaña, departamento de Ille y Vilaine, en el distrito de Rennes y cantón de Saint-Méen-le-Grand.

## Demografía
| 411 | 363 | 322 | 321 | 384 | 349 |
| Para los censos de 1962 a 1999 la población legal corresponde a la población sin duplicidades (Fuente: INSEE [Consultar]) |     |     |     |     |     |